# Сарни
Са́рни — місто в Україні, адміністративний центр Сарненської міської громади та Сарненського району Рівненської області. Населення — 28 626 осіб (2024). Залізничний вузол. Льонопереробний завод, металообробна промисловість. Відоме з 1648 року. Статус міста з 1939 року.

## Географія
Місто розташоване на річці Случ (притока Горині) за 90 км на північ від Рівного (автошлях Н25). Фізична відстань до Києва — 312 км. Південною околицею міста проходить автошлях E373.
Сусідні населені пункти:
У місті розташований міжнародний залізничний пункт пропуску з Білоруссю: Сарни — Лунинець.

### Клімат
Місто знаходиться у зоні помірного клімату. Найтепліший місяць — липень із середньою температурою 18,3 °C (65 °F). Найхолодніший місяць — січень, із середньою температурою -6,1 °С (21 °F).
Клімат у місті вологий континентальний («Dfb» за класифікацією кліматів Кеппена). Опадів 618 мм на рік. Найменша кількість опадів спостерігається в березні й сягає у середньому 29 мм. Найбільша кількість опадів випадає в червні — близько 91 мм. Різниця в опадах між сухими та вологими місяцями становить 62 мм. Пересічна температура січня — -5.5 °C, липня — 18.7 °C. Річна амплітуда температур становить 24.2 °C.
| Клімат Сарн             | Клімат Сарн | Клімат Сарн | Клімат Сарн | Клімат Сарн | Клімат Сарн | Клімат Сарн | Клімат Сарн | Клімат Сарн | Клімат Сарн | Клімат Сарн | Клімат Сарн | Клімат Сарн | Клімат Сарн |
| Показник                | Січ.        | Лют.        | Бер.        | Квіт.       | Трав.       | Черв.       | Лип.        | Серп.       | Вер.        | Жовт.       | Лист.       | Груд.       | Рік         |
| Абсолютний максимум, °C | 8           | 11          | 22          | 27          | 30          | 33          | 33          | 37          | 31          | 27          | 17          | 15          | 37          |
| Середній максимум, °C   | −3          | −1          | 3           | 13          | 19          | 23          | 24          | 23          | 20          | 12          | 5           | 0           | 11          |
| Середня температура, °C | −5          | −3          | 0           | 8           | 13          | 17          | 18          | 17          | 14          | 8           | 2           | −2          | 7           |
| Середній мінімум, °C    | −8          | −6          | −2          | 3           | 7           | 11          | 12          | 12          | 8           | 5           | 0           | −5          | 3           |
| Абсолютний мінімум, °C  | −27         | −26         | −23         | −6          | −3          | 2           | 6           | 0           | −1          | −6          | −25         | −23         | −27         |
| Норма опадів, мм        | 30          | 50          | 20          | 40          | 50          | 60          | 70          | 60          | 50          | 40          | 40          | 40          | 610         |
| ----------------------- | ----------- | ----------- | ----------- | ----------- | ----------- | ----------- | ----------- | ----------- | ----------- | ----------- | ----------- | ----------- | ----------- |
| Джерело: Weatherbase    |             |             |             |             |             |             |             |             |             |             |             |             |             |

## Історія
Сарни називають перлиною Західного Полісся. Місто, яке почалось із залізничного вузла, поєднує історію українців, поляків, євреїв і ромів.
Станом на 1859 рік, Сарни ( Доротичі) було власницьким селом, тут діяла дерев'яна православна церква, римо-католицька каплиця та винокурний завод, налічувалося 132 дворів та 1100 жителів (547 чоловіків і 553 жінок), з них 1088 православних, 8 євреїв, 4 римо-католиків.
У 1885 році на перехресті залізниць Рівне — Лунинець і Ковель — Коростень (Ковельська залізниця) був закладений полустанок, невеличке дерев'яне приміщення. Так і з'явилась на карті поліської залізниці маленька станція «Сарни». Для працівників станції почали будувати житло, помітно почала зростати і чисельність населення. Отож, подальший розвиток міста тісно був пов'язаний із залізницею.
1902 року прокладена залізнична лінія Київ — Сарни — Ковель. Після цього в селищі було збудоване паровозне депо та вагонна дільниця.
3 червня 1917 року, постановою Тимчасового Уряду про перетворення 41 сільського поселення в міста, селище при станції Сарни Рівненського повіту Волинської губернії отримало статус міста.
У 1918 році Сарни стали тимчасовим прихистком Української центральної ради. 19 лютого 1918 року до міста прибули ешелони з урядовими установами і Центральною Радою. Воно тимчасово стало місцем перебування центральних органів УНР.
У 1920 році радянська влада, що не визнавала розпоряджень «старого режиму», вдруге надала Сарнам статус села.
У 1921 році після укладення Ризького миру Сарни опинилися у складі Польщі.
Розпорядженням міністра внутрішніх справ 3 березня 1934 р. територія міста Сарни розширена шляхом вилучення частини колонії Орлівка і села Доротичі з сільської ґміни Немовичі Сарненського повіту і включення їх до міста.
19-21 вересня 1939 року 60-та стрілецька дивізія штурмувала Сарненський укріплений район з бетонними дотами і бронепоїздом № 11.
6 липня 1941 року місто зайняли німці. У 1942 році німецькі нацисти вбили близько 14 000 євреїв Сарн і округи.
У липні 1941 року після прийняття Акту проголошення Української Держави (30 червня) в Сарнах поряд із низкою сусідніх містечок за ініціативи місцевого керівництва ОУН(б) відбулося проголошення державності України. Сарни входили до військової округи «Заграва» регіональної групи УПА-Північ. У Сарнах у 1941 році містилася штаб-квартира Окружної команди української міліції, організованої з дозволи німецької влади, проте яка підпорядковувалась Поліській Січі на чолі з Тарасом Бульбою-Боровцем. У листопаді 1941 року в Сарнах з'явився гурток товариства «Жіночої служби Україні», який організовував у містечку українські громадські та культурні заходи.
11 січня 1944 року Сарни були зайняті радянською армією. Місто почало інтенсивно розвиватись після німецько-радянської війни, поступово набирало промислового характеру. Сьогодні в Сарнах працює 17 промислових підприємств, на яких трудиться майже 3 тисячі чоловік, 12 будівельних, 5 транспортних організацій.
Вигідне географічне розташування, сприятливі умови для розвитку промислового виробництва, природні багатства (ліс, торф, граніт, вапняки та ін.), наявність залізничної станції, автомагістралей обласного та державного значення висунули місто в число привабливих ділових партнерів у державі та за кордоном.
До послуг 28-тисячної територіальної громади 6 лікарень, 7 дитячих садків, 4 будинки культури, 88 магазинів, 42 підприємства громадського харчування, 15 побутових підприємств, 2 ринки. У місті діє 9 районних організацій політичних партій, 13 релігійних громад.
Усьому світові стала відома військова база «Сарни» у зв'язку з ліквідацією ракет середньої дальності згідно з договором між колишнім СРСР та США. У Сарнах була знищена остання пускова установка згаданого класу ракет.

#### Російське вторгнення в Україну
16 березня 2022 року, ввечері, в ході російського вторгнення в Україну, місто вперше зазнало ракетного удару з боку ЗС РФ. За повідомленням голови Рівненської ОДА Віталія Коваля удар був завданий по одному з військових інфраструктурних об'єктів у Сарнах. Він також зазначив, що жертв і постраждалих не було.

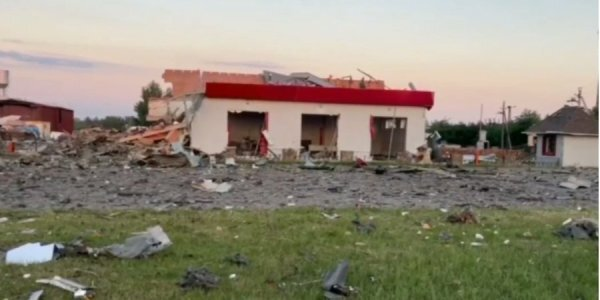
СТО вражена ракетною атакою (25 червня 2022 року)

25 червня 2022, ввечрі, місто вдруге зазнало ракетного удару з боку ЗС РФ. За словами голови Рівненської ОДА Віталія Коваля удар був здійснений по цивільній інфраструктурі, щонайменше 4 людини загинуло ще семеро було поранено.
28 серпня 2022, також ввечері, у Сарнах пролунали потужні вибухи під час повітряної тривоги, місто втретє зазнало ракетного удару з боку ЗС РФ. За словами голови Рівненської ОДА Віталія Коваля загалом було зафіксовано чотири ракетні удари по об'єкту військової інфраструктури. Обійшлося без жертв. Ударною хвилею пошкоджено близько 30 житлових будинків та приміщення центральної районної лікарні.

## Населення
За переписом населення 2001 року у Сарнах проживало 28 257 осіб.
Станом на 1 січня 2019 року населення становило 29 205 осіб.
| 1939   | 1959   | 1970   | 1979   | 1989   | 1992   | 2001   | 2006   | 2011   | 2019   |
| ------ | ------ | ------ | ------ | ------ | ------ | ------ | ------ | ------ | ------ |
| 13 400 | 10 174 | 15 409 | 19 137 | 29 269 | 30 012 | 28 144 | 28 151 | 28 604 | 29 205 |

### Національний склад
Розподіл населення за національністю за даними перепису 2001 року:
| Національність  | Відсоток |
| --------------- | -------- |
| українці        | 94,67 %  |
| росіяни         | 3,54 %   |
| білоруси        | 1,05 %   |
| цигани          | 0,22 %   |
| поляки          | 0,14 %   |
| інші/не вказали | 0,38 %   |

### Мовний склад
Розподіл населення за рідною мовою за даними перепису 2001 року:
| Мова            | Кількість | Відсоток |
| --------------- | --------- | -------- |
| українська      | 26906     | 95,22 %  |
| російська       | 1182      | 4,18 %   |
| білоруська      | 89        | 0,31 %   |
| циганська       | 34        | 0,12 %   |
| вірменська      | 7         | 0,03 %   |
| польська        | 6         | 0,02 %   |
| румунська       | 2         | 0,01 %   |
| інші/не вказали | 31        | 0,11 %   |
| Усього          | 28257     | 100 %    |

## Освіта
У місті функціонують 3 школи нового типу (Сарненський ліцей № 1 імені Т. Г. Шевченка, Сарненська гімназія та Сарненський районний ліцей «Лідер»), дві школи І—ІІІ ступенів (№ 2 та № 4), дві школи І—ІІ ступенів (№ 3 та № 6), а також спеціалізована школа І ступеня з поглибленим вивченням англійської мови.
Серед навчальних закладів міста особливе місце належить КЗ «Сарненська мистецька школа», яка функціонує вже понад 60 років і в якій наразі навчається понад 400 учнів.
У Сарнах розташовані два училища (Сарненський професійний аграрний ліцей та вище професійне училище № 22) та педагогічний коледж.
В місті працюють функціонують Сарненська міська бібліотека № 1 і Сарненська районна бібліотека для дітей.
В Сарнах налічується 8 дитячих садочків: № 1 «Дзвіночок», № 3 «Ялинка», № 4 «Сонечко», № 5 «Вербиченька», № 6 «Казка», № 7 «Калинка», № 8 «Веселка» та № 9 «Росинка».

## ЗМІ
СарниNews.City — міське інтернет-видання, запущене у вересні 2019 року колективом газети «Сарненські новини» та Мережею міських сайтів «The City».

## Транспорт
В місті Сарни розташовані залізнична станція, автовокзал, діють 10 міських автобусних маршрути (№ 1/1, 1/2, 2/1, 2/2, 3, 5, 6, 7/1, 7/2, 8).

### Пам'ятки
- Розвилка — заповідне урочище (лісове) місцевого значення.
- Троїцька церква — була побудована ще в 1725 році на кошти місцевого мецената і поміщика А. Прушинського. І хоча церква існує вже понад 200 років, вона вистояла під час артобстрілів у Другій світовій війні 1941-1945 рр., Нацистської окупації, пережила вона і правління комуністів з їх гоніннями на віру. І при цьому змогла зберегти свій унікальний, практично первозданний вигляд[26].

## Релігія
- Церква Різдва Богородиці, ПЦУ
- Церква Свято-Покровська, ПЦУ
- Церква Свято-Покровська, ПЦУ
- Церква Свято-Покровський кафедральний собор, УПЦ МП
- Церква Свято-Троїцька, УПЦ МП
- Церква Св. Мучениць Віри, Надії, Любові і їх матері Софії, УПЦ МП
- Костел Преображення Господнього, РКЦ
- Церква Святого Володимира Великого, УГКЦ
- Юдейська релігійна громада
- Релігійна громада помісної церкви християн віри євангельської "ПЕРЕОБРАЖЕННЯ", Українська Церква Християн Віри Євангельської
- Релігійна громада помісної церкви християн віри євангельської, Українська Церква Християн Віри Євангельської
- Релігійна громада помісної церкви християн віри євангельської п'ятидесятників Божого спасіння, Українська Церква Християн Віри Євангельської
- Релігійна громада церкви євангельських християн-баптистів
- Релігійна громада церкви Адвентистів Сьомого дня
- Релігійна громада «Біблійна місіонерська церква Благовіщення»
- Євангельських Християн баптистів
- Релігійна громада духовного центру "Родове вогнище рідної православної віри «Світовит»
- Свідки Єгови

## Відомі особи
У місті народилися чи проживали
- Колодязний Андрій Олегович (1997—2024) — молодший сержант збройних сил України, учасник російсько-української війни. Герой України (2025, посмертно).
- Криворученко Степан Гаврилович (1969—2015) — капітан МВС України, учасник російсько-української війни.
- Войтюк Дмитро Вікторович (1993—2023) — молодший лейтенант збройних сил України, учасник російсько-української війни.
- Борис Швед — письменник, автор роману «Поліщуки»
- Петро Володимирович Смородський — адміністративний полковник Армії УНР, начальник штабу УПА Поліська Січ
- Чеслав Бобровський (1904—1996) — польський економіст, юрист, політолог і політик.
- Ковальова Наталія (нар. 11 вересня 1976) — оперна співачка(сопрано), бандуристка, педагог. На конкурсі «Опералія», Наталка отримала приз, який їй вручив Пласідо Домінго в Лос-Анджелесі.
- Полін Олексій Валерійович (1991—2023) — молодший сержант збройних сил України, учасник російсько-української війни.
- Соломка Богдан Юрійович (1992—2024) — солдат Збройних сил України, учасник російсько-української війни.

Вісім сарненчан мають почесні звання і нагороди незалежної України, а окремі колективи фізкультури, самодіяльні митці стали лауреатами національних та міжнародних конкурсів.

## Галерея

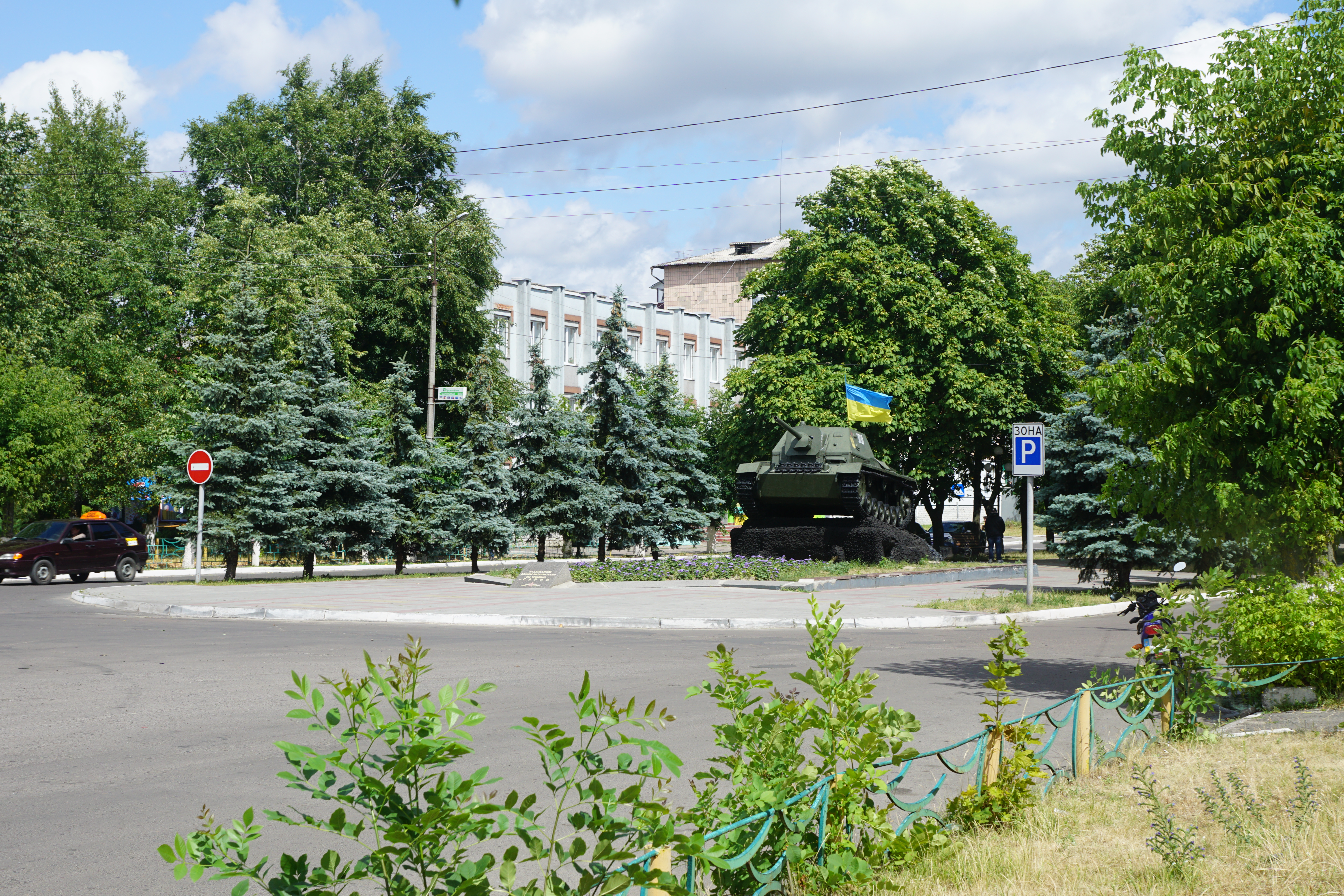
СУ-76і на постаменті
Парк Залізничників
Свято-Покровський кафедральний собор УПЦ МП
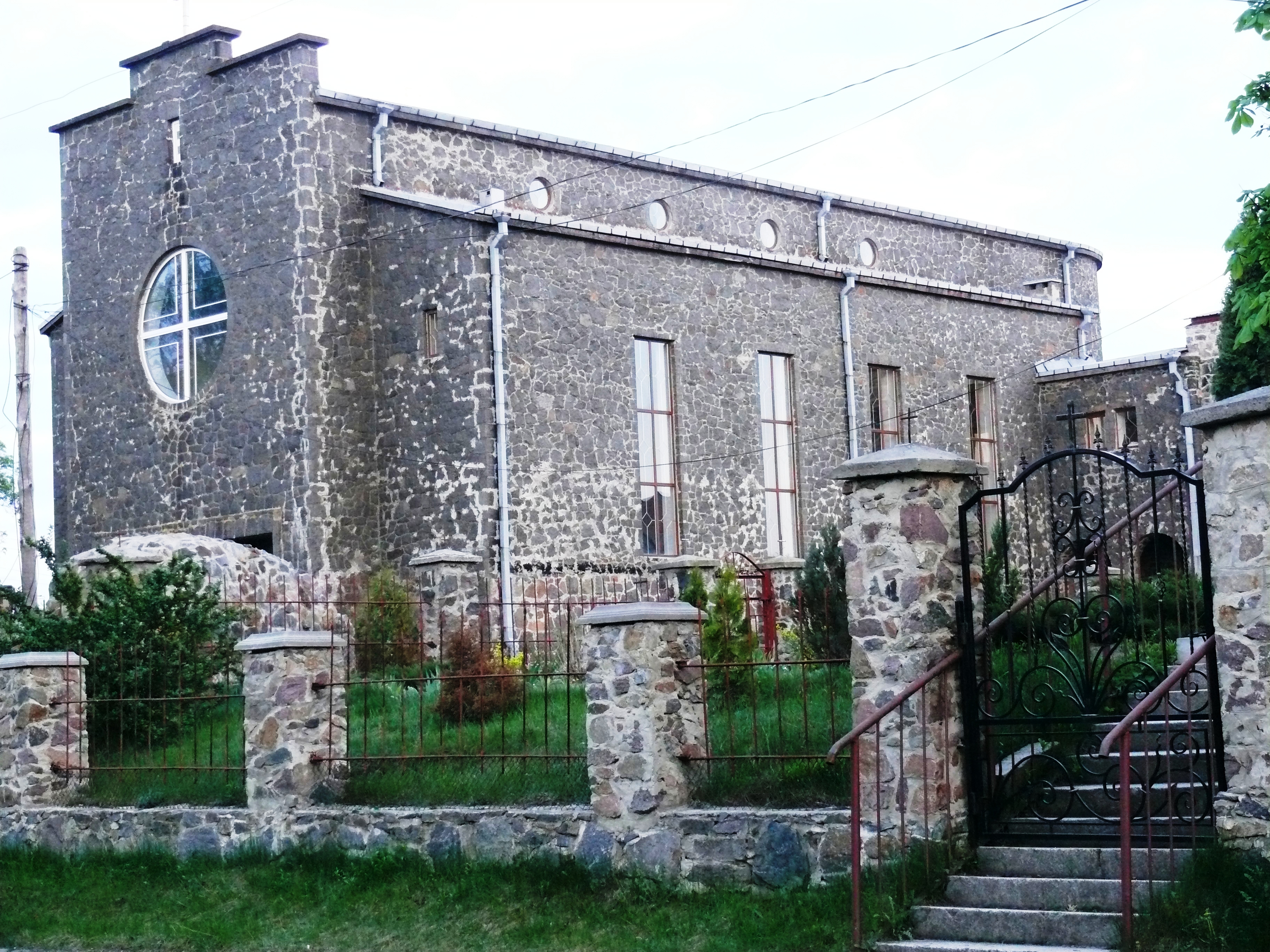
Костел Преображення Господнього, римо-католицький
Костел Преображення Господнього, римо-католицький

### Книги
- Історія міст і сіл Української РСР. Ровенська область. — К.: Головна редакція УРЕ АН УРСР, 1973. — С. 542
- І. М. Коротун, Л. К. Коротун. Географія Рівненської області в 3-х частинах. — Рівне, 1996. — 274 с.
- Ю. В. Олійник, О. М. Завальнюк. Нацистський окупаційний режим в генеральній окрузі «Волинь-Поділля» (1941—1944) / Міжнародна громадська організація „Міжнародний фонд «Взаєморозуміння і толерантність»“; Державний архів Хмельницької області; Кам'янець-Подільський національний університет імені Івана Огієнка. — Хмельницький : Поліграфіст-2, 2012. — 320 с. — ISBN 978-966-1502-55-9.